# Klovska (stanice metra v Kyjevě)
Klovska (ukrajinsky Кловська, Klovska, rusky Кловская, Klovskaja, do roku 1993 Mečnykova, ukrajinsky Мечникова) je stanice kyjevského metra na Syrecko-Pečerské lince ve čtvrti Klov jižně od Starého Kyjeva. Stanice byla otevřena v rámci prvního úseku linky Syrecko-Pečerska dne 31. prosince 1989. Stanice sloužila jako konečná do roku 1991, kdy se zde také využívala pouze jedna kolej kvůli malé poptávce.
Vzhled stanice je oproti ostatním dvou stanicím prvního úseku linky méně výrazný a spíše odráží tehdější trendy v sovětských typech metra. V roce 2014 stanice Klovska denně obsloužila 12 000 cestujících a nachází se v samotném centru čtvrti Klov pod Klovským náměstím kam ústí samotné východy ze stanice.

## Konstrukce stanice
První zmínka stanice je v mapě z roku 1970, tahle mapa zobrazovala plánované stanice třetí linky, na ní se objevil název Bulvar L. Ukrajinky a měla se nacházet západně od dnešní stanice pod samotným bulvárem Lesi Ukrajinky. Ve finálních plánech linky v roce 1981 se již počítalo s názvem Mečnykova.
Stavba linky Syrecko-Pečerska, třetí linky kyjevského metra, byla zahájena 23. února 1983. Plánované datum dokončení bylo v roce 1986, ale otevření linky bylo odloženo až na konec roku 1989 kvůli tehdejšímu ekonomickému stavu v Sovětském svazu. Od stanice Palac sportu míří tunely pod Národní rozhlasovou společností Ukrajiny a tak místo dřevěných pražců se použily experimentální lůžka s gumovými podložkami, které sice snížily vibrace na povrchu a také snížily dynamické zatížení konstrukce a kolejových vozidel, ale naopak zvýšily hluk v samotném úseku mezi stanicemi, ale i ve stanicích.
První úsek linky byl oficiálně otevřen 31. prosince 1989 a sestával ze tří stanic; Zoloti Vorota – Palac sportu – Mečnikova (dnes Klovska).
Stanice několik let sloužila jako jižní konečná stanice linky. Pokračující výstavba prodloužila trať na jih do stanic Družby narodiv (dnes Zvirynecka) a Vydubyči, dnešní následující stanice Pečerska ale byla otevřena později až v roce 1997, hlavně kvůli zpoždění ve výstavbě stanice a zároveň také díky nedostatku financí pro dostavbu stanice ve správném časovém období.

## Charakteristika stanice
Z technického hlediska byla stanice postavena jako hluboko založená trojlodní stanice v hloubce 40 m pod zemí.[zdroj?] Skládá se ze tří odlišných klenutých hal s jednou centrální halou a dvěma bočními halami s nástupišti, z nichž každý je oddělen řadou sloupů. Centrální hala je s jediným podzemním vestibulem propojena jedním eskalátorovým tunelem s třemi eskalátory. Podzemní vestibul ve tvaru půlkruhu má tři vchody z Klovského náměstí v samotném centru čtvrti Klov.
Vzhled stanice je oproti ostatním dvou stanicím prvního úseku linky méně výrazný a spíše odráží tehdější trendy v sovětských typech metra. Pilíře jsou obloženy bílým mramorem ve tvaru kvádru, na které jsou připevněny vyřezané půlkruhy v mramoru jako designový prvek samotných pilířů. Klenba centrální haly a obou nástupišť je obložena hliníkovými panely, které jsou natřeny zeleným smaltem a pod nimi také hliníkovými panely s bronzovými eloxovanými profily. Samotná podlaha je z šedé žuly, kterou kombinují červené a černé pruhy. Kolejová zeď je obložena bílým a narůžovělým mramorem.
Na konci střední haly se nachází dekorativní kompozice na biologické téma, vytvořená z trojrozměrných bloků mramoru, uvnitř kterých je černá mramorová koule. Tahle kompozice má připomínat objevy ruského biologa Iljy Mečnikova po kterém byla stanice pojmenována.
Za stanicí směrem do stanice Palac sportu se také nachází manipulační spojka, která propojuje linku Syrecko-Pečerska se zbývajícími oběma linkami. Tahle spojka se používala hlavně do roku 2007, kdy linka Syrecko-Pečerska neměla své vlastní depo a soupravy přejížděly na linku z depa Oboloň na druhé lince Obolonsko-Teremkivska.